# Asbury Latimer
Asbury Latimer (Lowndesville, 1851. július 31. – Washington, 1908. február 20.) az Amerikai Egyesült Államok szenátora (Dél-Karolina, 1903–1908).